# Anas Al-Awadat
Anas Al-Awadat (Russeifa, 29 de mayo de 1998) es un futbolista jordano que juega en la demarcación de extremo para el Al-Wehdat SC de la Liga Premier de Jordania.

## Selección nacional
Tras jugar en las categorías inferiores de la selección, finalmente hizo su debut con la selección absoluta de Jordania el 12 de noviembre de 2020 en un encuentro amistoso contra Irak que finalizó con un resultado de empate a cero.

## Clubes
Actualizado al último partido disputado el 11 de diciembre de 2023.
| Club                     | País     | Año       | Partidos | Goles |
| ------------------------ | -------- | --------- | -------- | ----- |
| Al-Wehdat SC             | Jordania | 2017-2019 | 22       | 0     |
| Al Jazira Ammán (cedido) | Jordania | 2020      |          |       |
| Al-Wehdat SC             | Jordania | 2021-2022 | 19       | 4     |
| Al Nasr SC (cedido)      | Kuwait   | 2022-2023 | 5        | 5     |
| Al-Wehdat SC             | Jordania | 2023-     | 8        | 2     |